# Montes Peloritanos

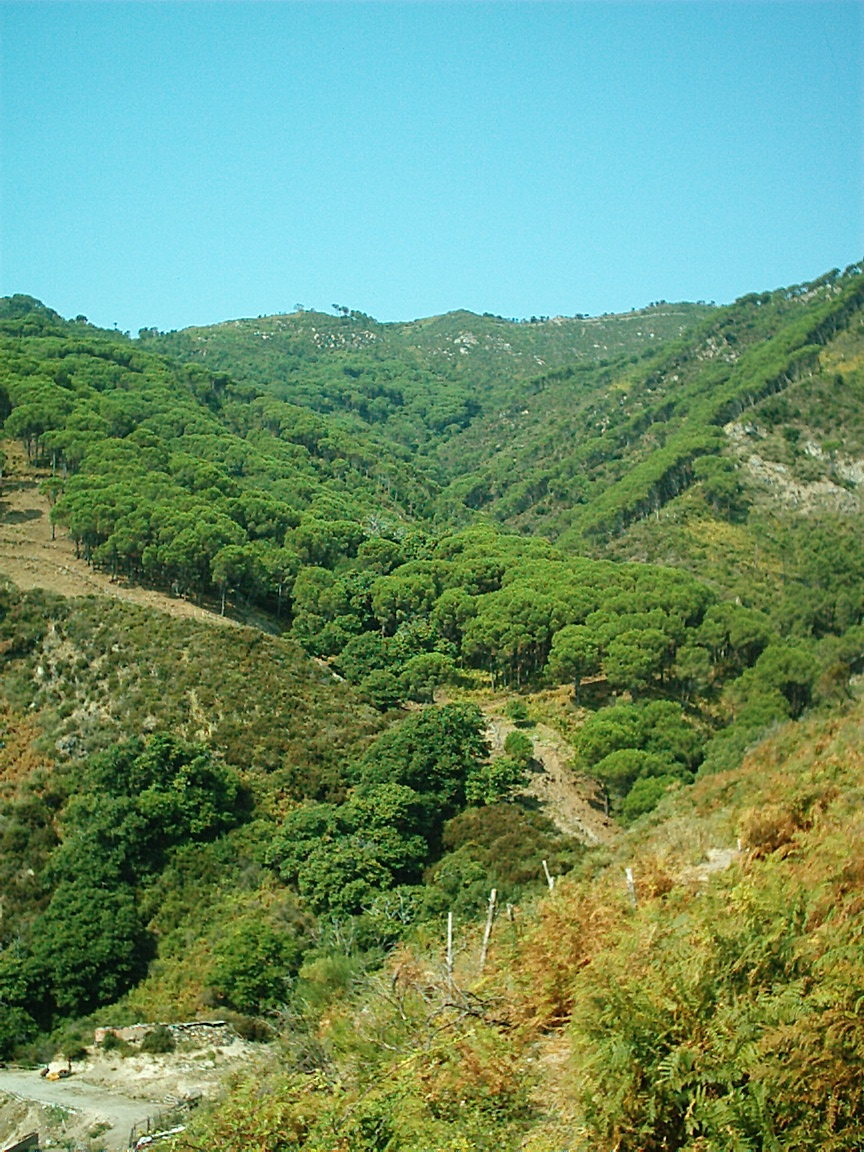
Uma floresta de coníferas no território de Mili San Pietro, na comuna de Messina.

Os Montes Peloritanos (em siciliano Munti Piluritani e em italiano Monti Peloritani) são uma cadeia de montanhas que fazem parte do Apenino Sículo. Ocupam uma parte importante do interior da província de Messina, estando situados a leste dos Montes Nébrodes e ao norte do vulcão Etna.

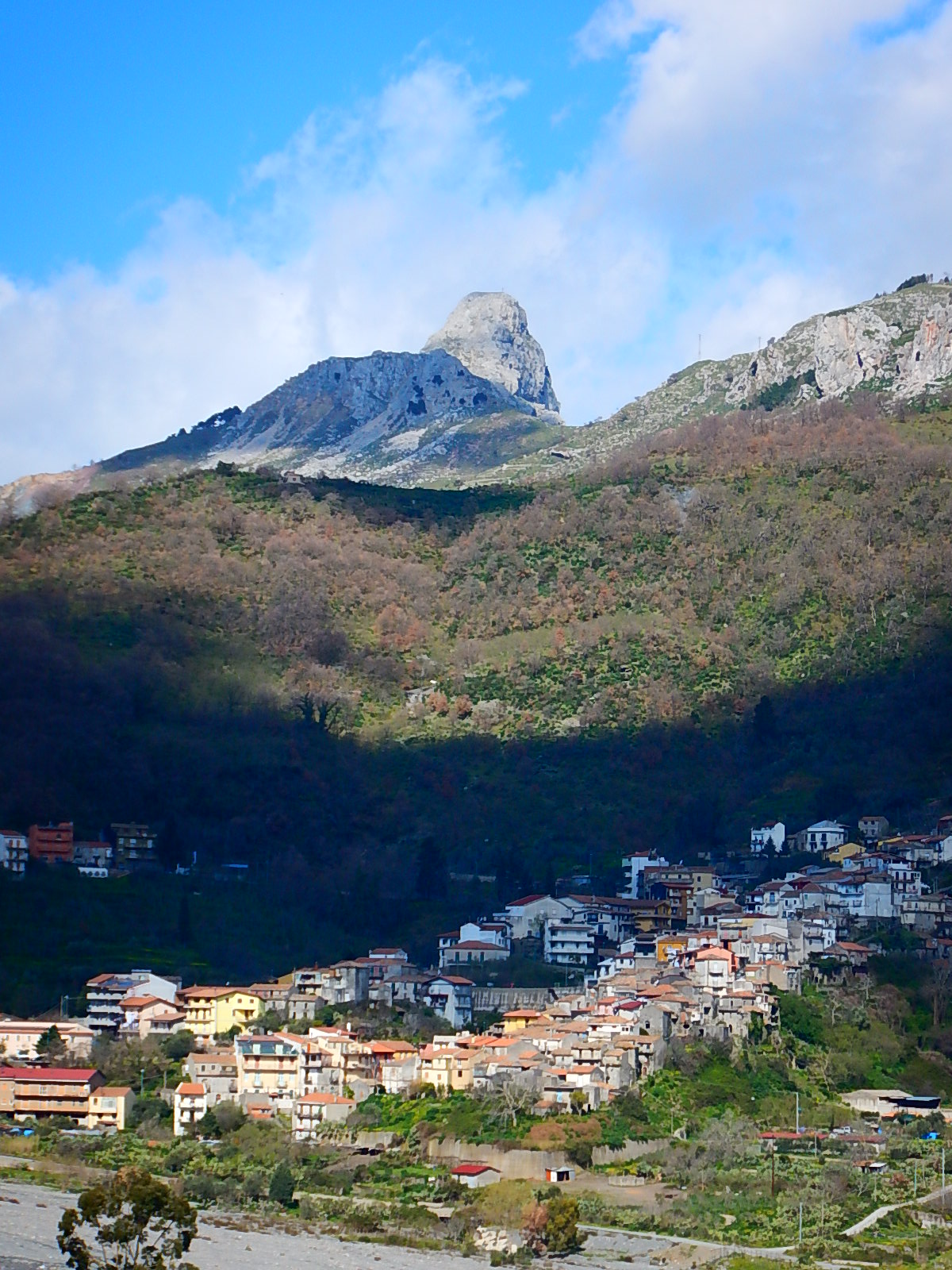
Monte Rocca Salvatesta acima Fondachelli-Fantina